# RML 8-inch Howitzer
Die RML 8-inch Howitzer war eine britische Haubitze des viktorianischen Zeitalters. In der Bezeichnung der Haubitze steht RML für Rifled, Muzzle Loading- deutsch gezogenes Rohr, Ladung durch die Rohrmündung und 8-inch für das Kaliber von 8 Zoll (203,2 mm). Die Waffe wurde in verschiedenen Ausführungen hergestellt. Die RML 8-inch Howitzer 46 cwt hatte ein Gesamtgewicht von 46 cwt, also 2300 kg, die RML 8-inch Howitzer 70 cwt ein Gesamtgewicht von 70 cwt, also 3500 kg. Das Geschütz konnte Granaten mit einem Geschossgewicht von 180 pounds (ungefähr 82 kg) verschießen.

## Geschichte
Entwickelt wurde die Waffe am Ende der 1860er Jahre, da sich die bei der British Army und der Royal Navy eingeführten ersten Hinterladergeschütze nicht bewährt hatten. Sie wiesen zum damaligen Zeitpunkt keine wesentlich besseren ballistischen Leistungen als Vorderlader auf, auch ihre Kadenz war nicht höher. Vorderlader waren aber billiger zu fertigen. Deswegen stellte das britische Militär ab Mitte der 1860er Jahre die Beschaffung und Fertigung von Hinterladern vorerst ein.
Die RML 8-inch Howitzer sollte die bisher verwendeten Glattrohrkanonen und Mörser ersetzen, die technisch überholt waren und deren ballistische Leistungen nicht mehr den zwischenzeitlich gestiegenen Anforderungen entsprachen. Um jedoch Granaten verschießen zu können, mussten die Geschütze mit Zügen versehen werden. Dies erforderte besonders geformte Granaten, die einerseits ein Laden über die Mündung ermöglichten, andererseits beim Schuss eine gasdichte Führung der Granate im Lauf sicherstellten.

## Konstruktion

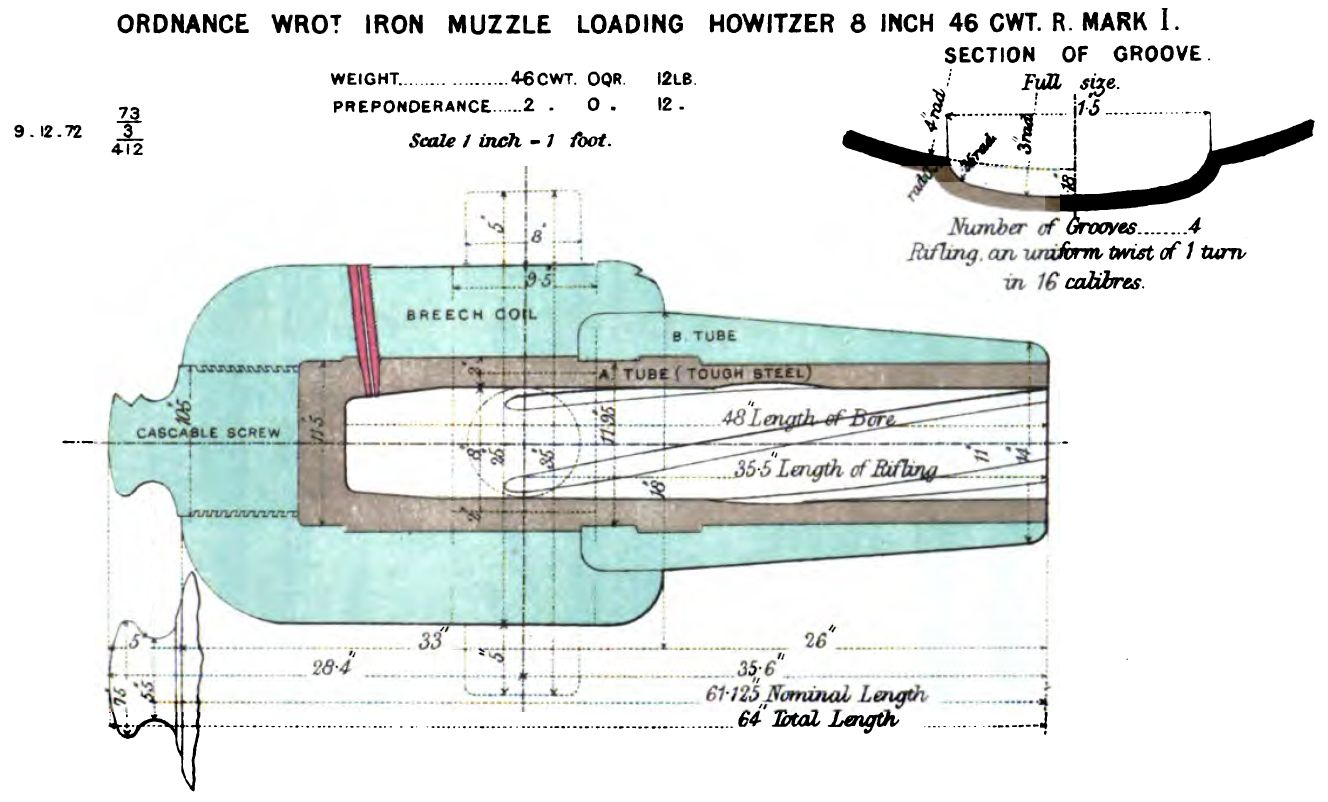
Konstruktion des Rohres

Das Rohr der Waffe bei der Ausführung Mk I bestand aus einem Seelenrohr A aus gehärtetem Stahl, auf das das Manterohr B aufgeschrumpft wurde. Der hintere Teil des Rohres wurde durch ein Drahtrohr verstärkt, das Bodenstück war herausschraubbar. Bei den Mk-II-Versionen wurde das Seelenrohr bis zum Verschlussende der Waffe verlängert und die Mündung durch ein aufgeschrumpftes Mantelrohr verstärkt. Das Rohr bestand nun vollständig aus Stahl.
Bei der ursprünglichen Ausführung 46 cwt hatte das Rohr vier Züge nach dem Woolwich-Design. In die Züge griffen die Stollen der Granate ein und sorgten so für die Führung des Geschosses im Rohr. Die Ausführung 70 cwt dagegen hatte ein polygonales Rohr, hier erfolgte die Führung der Granate im Rohr durch deren speziell geformtes Bodenstück. Das Rohr war deutlich länger, da man zwischenzeitlich erkannt hatte, dass sich Reichweite und Durchschlagskraft durch längere Rohre deutlich steigern ließen.
Auf dem Rohr befanden sich drei plane Flächen mit unterschiedlicher Neigung, auf denen der Richtaufsatz aufgesetzt werden konnte. Damit war das Richten bei unterschiedlichen Erhöhungswinkeln bis zu 30o möglich. Die Haubitze konnte direkt und indirekt gerichtet werden.

## Munition

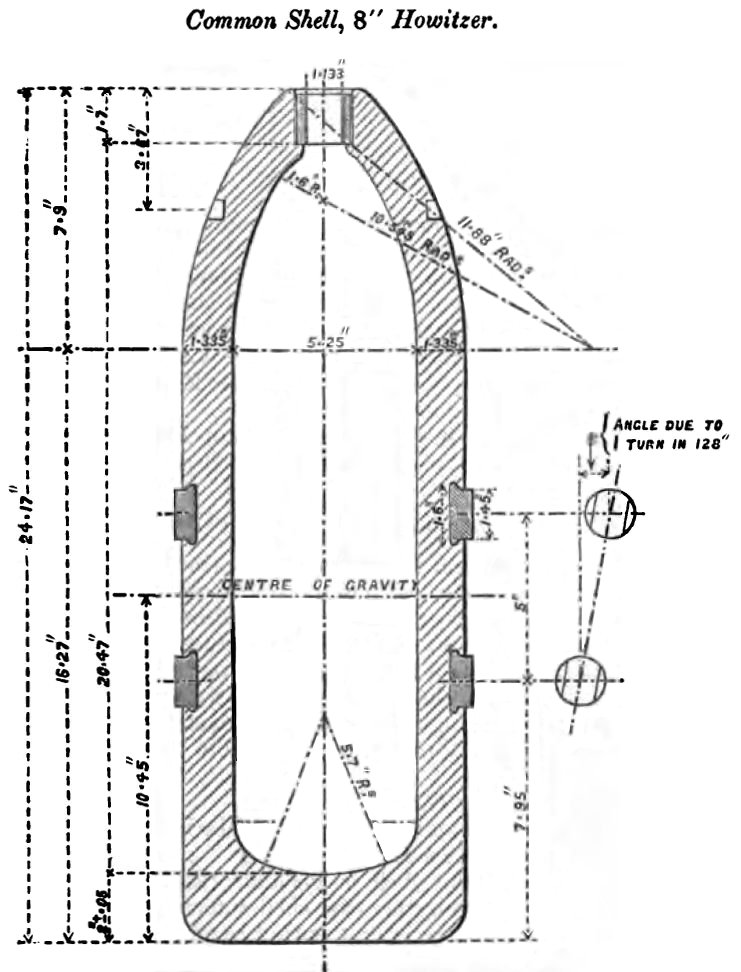
Granate für die RML 8-inch 46 cwt howitzer, beachte die Stollen zur Geschossführung

Durch die unterschiedliche Konstruktion des Rohres bedingt, verwendeten die Ausführungen 46 cwt und 70 unterschiedliche Munition. Bei ersterer war die Granate mit Stollen wie beim Artilleriesystem La Hitte versehen, bei letzterer stellte das speziell geformte Bodenstück die Führung der Granate sicher wie es von der Bleihemdgranate bekannt ist.
Es kamen drei Arten von Munition zum Einsatz. Brisanzgranaten dienten zum Einsatz gegen Befestigungen und Gebäude, Schrapnelle zum Einsatz gegen Weichziele und Kartätschen für den Einsatz auf kurze Entfernung. Die Treibladung bestand aus Schwarzpulver und wurde in Seidensäckchen in das Rohr eingelegt. Gezündet wurde die Treibladung über eine mit Kupfer ausgekleidete Zündröhre am Verschlussende der Waffe. In dieses wurde langsam ein Kupferbolzen eingeführt. Wurde dieser schnell aus dem Rohr herausgezogen, entzündete sich durch die Reibungshitze die Treibladung. Bedingt durch das umständliche Nachladen, lag die Feuergeschwindigkeit nur bei ungefähr einem Schuss pro Minute.
Für die Munition standen sowohl Aufschlag-, als auch Zeitzünder zur Verfügung.

## Einsatz

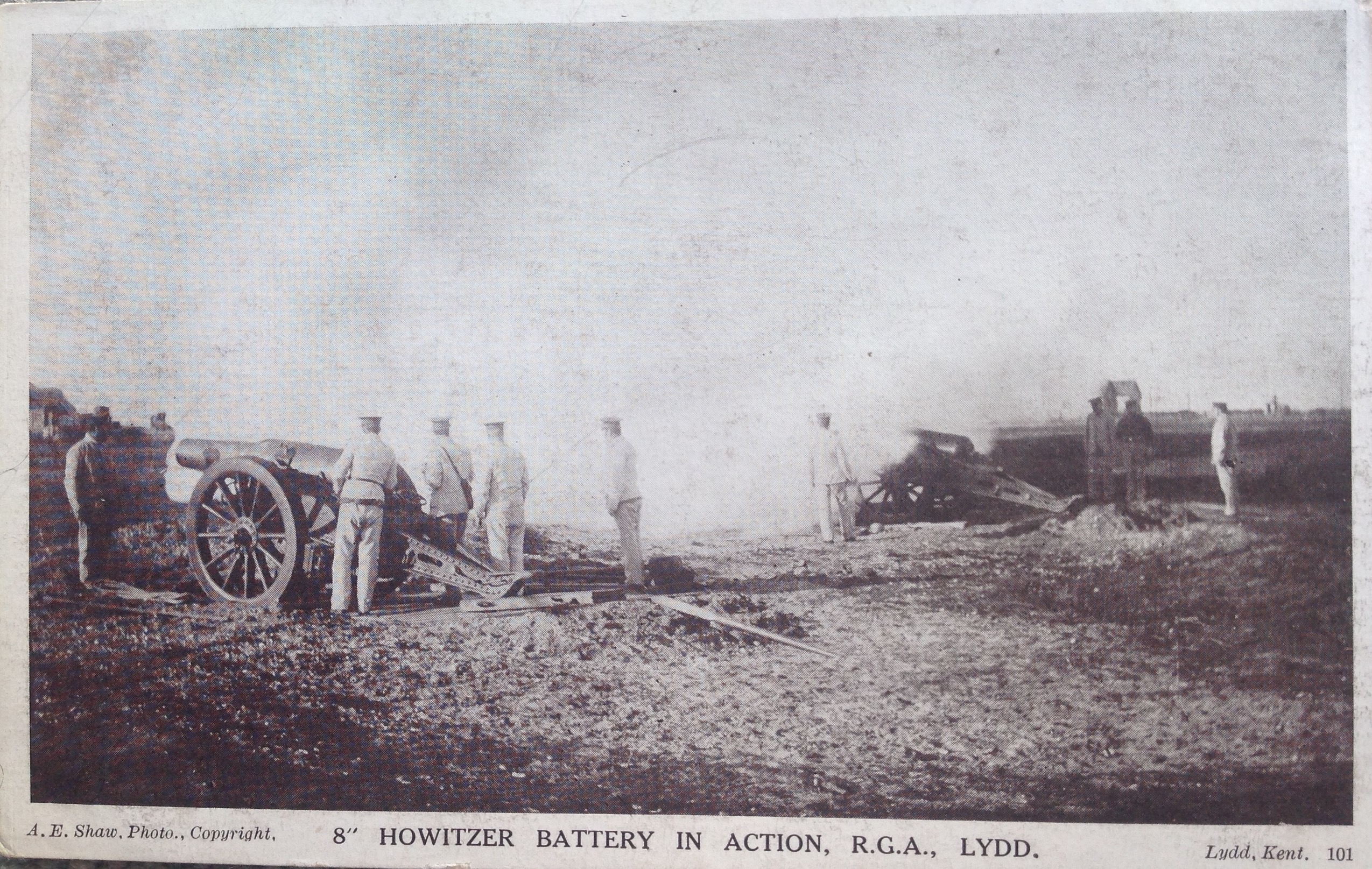
RML 8-inch beim Schießen

Aufgesetzt wurde das Rohr auf eine genietete Einholmlafette. Da zur Bewegung der Waffe zur damaligen Zeit nur Zugtiere verfügbar waren, war das Geschütz nur eingeschränkt mobil. Beim Einsatz in Indien wurden Elefanten zum Ziehen der Haubitze verwendet. Die Geschützbedienung bestand aus insgesamt neun Soldaten. Das mit der Feldlafette versehene Geschütz wurde mit einer Protze gefahren, auf der auch ein Teil der Munition transportiert wurde. Im Regelfall wurden vier Haubitzen zu einer Batterie zusammengefasst.
Daneben ist auch der Einsatz in festen Feuerstellungen in diversen Befestigungen belegt.
Die Haubitze zeichnete sich durch eine für damalige Verhältnisse große Schussweite und hohe Genauigkeit aus. Dennoch wurde sie bereits mit Beginn des 20. Jahrhunderts wieder aus der Bewaffnung genommen, da die inzwischen entwickelten Hinterlader mit gezogenem Rohr durch die Verwendung langsam abbrennender Treibladungen deutlich bessere ballistische Leistungen aufwiesen. Auch konnte durch die Verwendung von Rohrbremsen das Gewicht der Lafetten verringert werden, was die Beweglichkeit der Geschütze erhöhte.